# Dogim Félix
Dogival Vidal dos Reis Neto (Teresina, 20 de setembro de 1988), mais conhecido como Dogim Félix, é um empresário e político brasileiro, filiado ao Progressistas (PP). Atualmente exerce o cargo de deputado estadual do Piauí. Antes de ingressar na Assembleia Legislativa, foi secretário municipal de Campo Maior no Piauí. Em 2024, candidatou-se ao cargo de prefeito do município de Jatobá do Piauí.

## Biografia
É filho de Joãozinho Félix, atual prefeito do município de Campo Maior, e de Dorilene  Vidal, e sobrinho do ex-deputado estadual Antônio Félix.
Em 2022, candidatou-se pela primeira vez a um cargo eletivo, concorrendo ao cargo de deputado estadual do Piauí pelo Progressistas (PP). Obteve 15.084 votos, ficando como segundo suplente da legenda. Em julho de 2023, com a licença do deputado titular Aldo Gil, que assumiu a Secretaria Municipal de Saúde de Picos, Dogim Félix foi convocado e tomou posse como deputado estadual na Assembleia Legislativa do Piauí.
Ainda em 2024, Dogim lançou sua candidatura ao cargo de prefeito de Jatobá do Piauí, município em que seu pai, Joãozinho Félix, foi o primeiro prefeito. Sua candidatura contou com o apoio do PP e do PDT, na coligação intitulada Unidos por Jatobá. Apesar do  apoio de figuras políticas como os deputados Flávio Nogueira (PT) e Flávio Nogueira Júnior (PDT), Dogim foi derrotado nas urnas, ficando em segundo lugar, com 2.805 votos, atrás de Hilton Gomes (PSD), que obteve 3.282 votos.
Em janeiro de 2025, Dogim retorna ao cargo de deputado estadual, após o afastamento definitivo de Aldo Gil, que assumiu funções técnicas no Governo do Estado do Piauí.